# Ławica (geomorfologia)

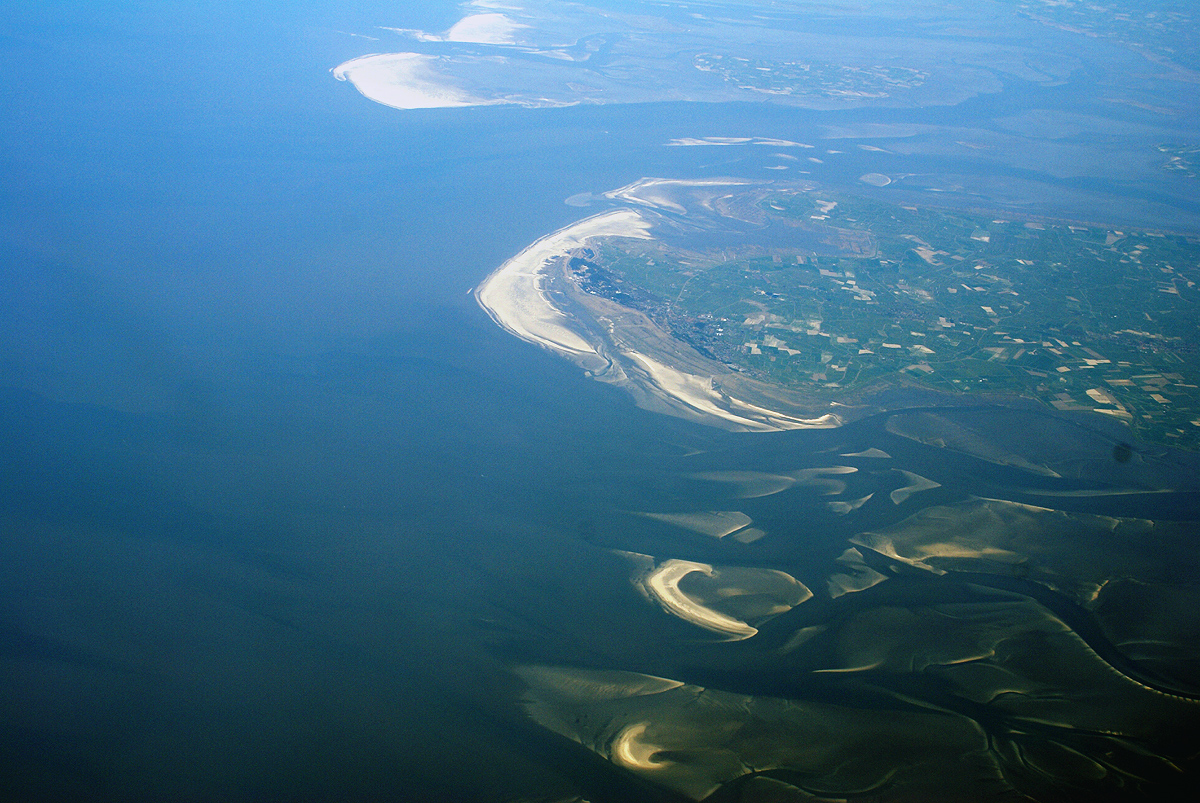
Ławice przybrzeżne na Morzu Wattowym (Niemcy)

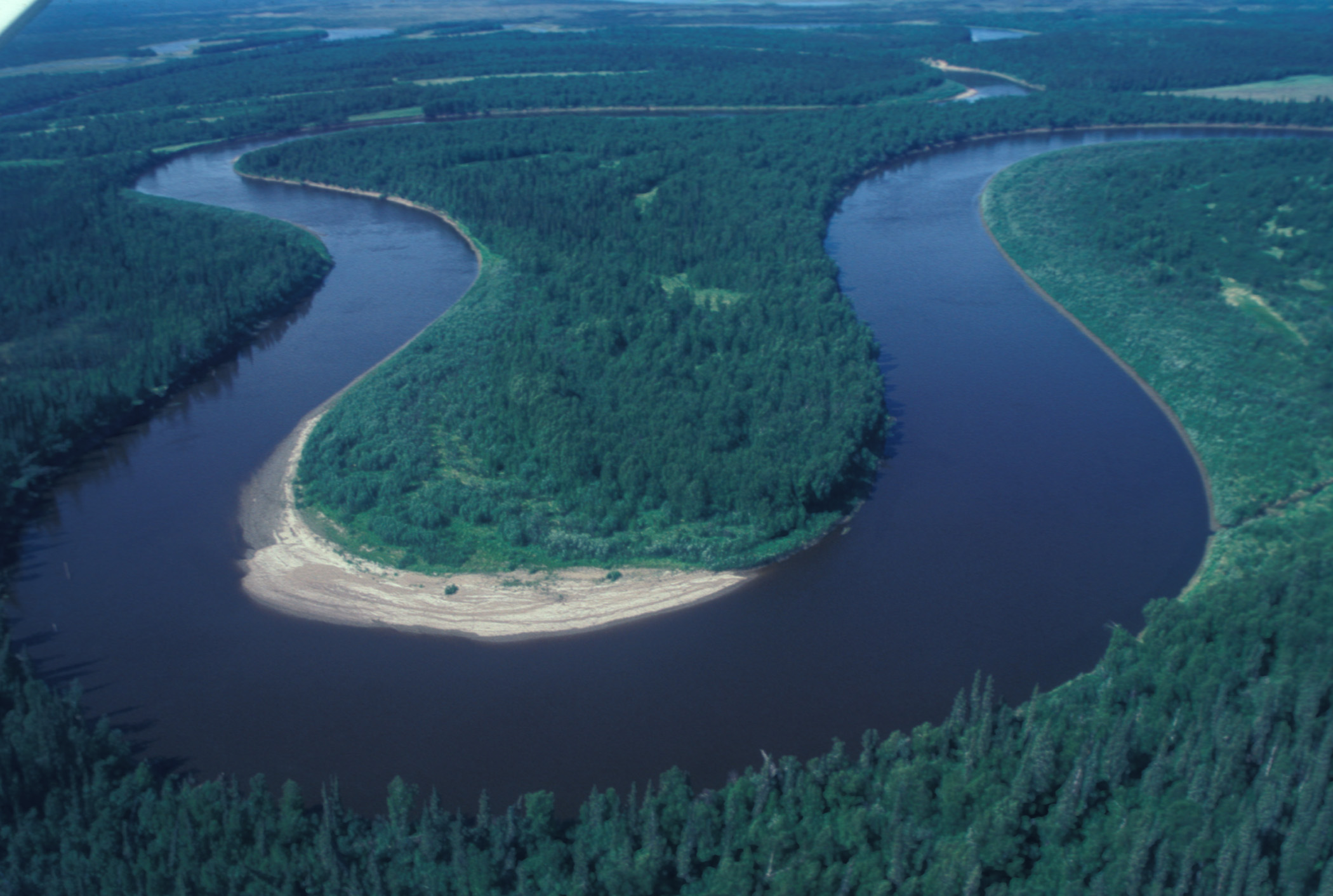
Ławica rzeczna na meandrze rzeki Innoko (Alaska)

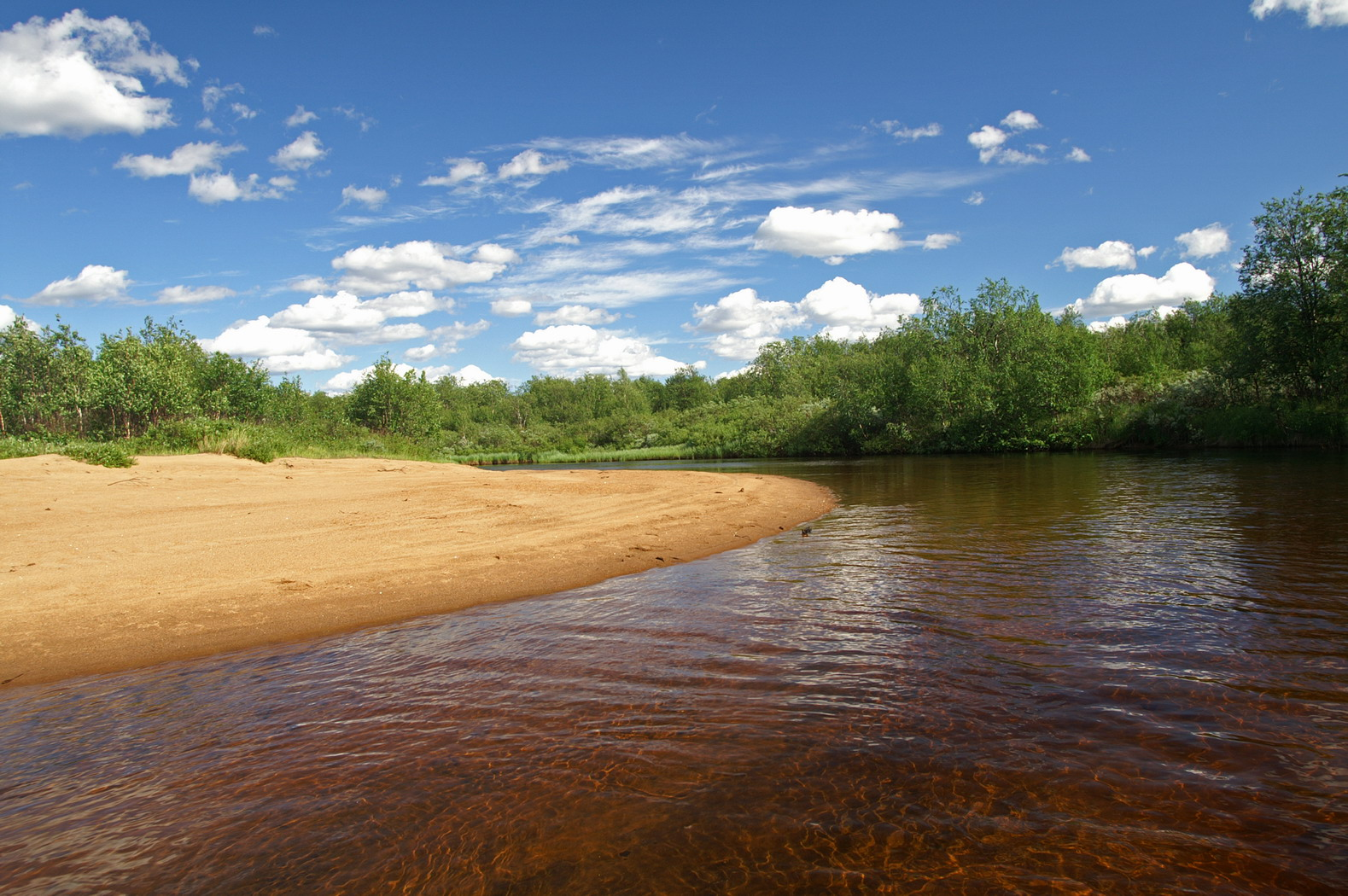
Ławica rzeczna na rzece Rowie w obwodzie murmańskim (Rosja)

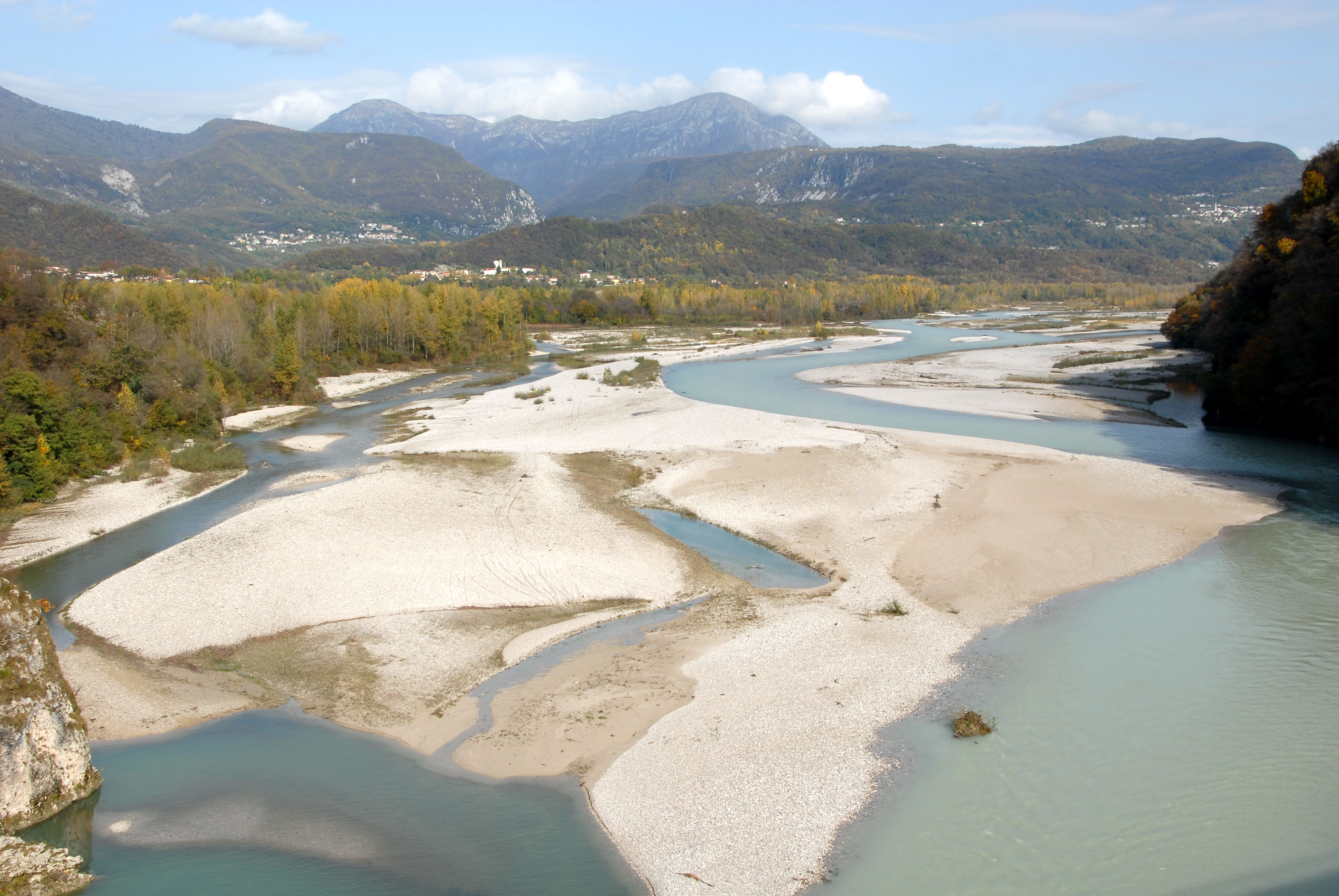
Odsyp roztokowy na rzece Tagliamento, we Włoszech

Ławica – wał z piasku albo z innych osadów dennych, usypany w dużym akwenie albo rzece.
Wyróżnia się cztery bliskoznaczne pojęcia z dziedziny geomorfologii:
1. Ławica przybrzeżna – podwodne, piaszczyste wzniesienie usytuowane na szelfie, biegnące najczęściej równolegle do wybrzeża morskiego. Powstaje poprzez osadzanie w miejscach załamania się fali piasku zabranego z brzegu (plaży) przez prąd powrotny[1].
2. Ławica śródmorska – zbudowana przeważnie z piasku płycizna na wzniesieniu szelfu (jak Ławica Słupska, Ławica Bornholmska). Duże ławice stanowią często miejsca najobfitszych połowów rybackich[1].
3. Ławica śródrzeczna (odsyp śródkorytowy) – wyspa rzeczna, o podłużnym kształcie, stosunkowo wysoka, powstała z piasku transportowanego przez prąd rzeki i osadzanego na jej dnie. W warunkach naturalnych stopniowo stabilizuje się i przekształca w kępę[1].
4. Ławica rzeczna – usypane z piasku lub żwiru niesionego przez rzekę wzniesienie w korycie rzecznym. Materiał jest osadzany w miejscach załamania się siły transportowej wody, najczęściej między zakolami w miejscu rozszerzenia koryta lub przy ostrogach skalnych biegnących w poprzek koryta. Tego typu ławice niekiedy ulegają przesunięciom przy większych wahaniach wodostanu[1].
  1. Odsyp meandrowy – usypisko na wypukłym brzegu meandru[2].
  2. Odsyp przybrzeżny – nagromadzenie osadów na prostym odcinku rzeki, gdzie jednak główny nurt nie płynie środkiem lecz przy którymś z brzegów, przez co na przeciwległym brzegu tworzy się odsyp[2].
  3. Odsyp roztokowy – odsyp przybrzeżny lub śródkorytowy powstały w korycie rzeki roztokowej[2].

## Kwestia nazewnictwa
Słownik prof. Stanisława Pietkiewicza podaje, że w odniesieniu do ławic piaszczystych występujących w korytach rzek używa się niewłaściwie terminu łacha, ponieważ dotyczy ono wyłącznie dawnej odnogi lub koryta rzeki (zobacz: łacha). Jednakże u prof. Mieczysława Klimaszewskiego pojawiają się określenia łachy boczne (ang. point bars) i łachy centralne (ang. central bars). Z kolei w Słowniku geologii dynamicznej znajdujemy termin odsyp (względnie łacha) jako określenie ławic występujących w rzece.
W geologii terminu ławica używa się także w innym znaczeniu dla określenia warstwy (zespołu warstw) skalnych.